# Bressolles (Allier)
Bressolles és un municipi francès, situat al departament de l'Alier i a la regió d'Alvèrnia-Roine-Alps. L'any 2007 tenia 1.050 habitants.

## Demografia

### Població
El 2007 la població de fet de Bressolles era de 1.050 persones. Hi havia 409 famílies de les quals 73 eren unipersonals (20 homes vivint sols i 53 dones vivint soles), 166 parelles sense fills, 154 parelles amb fills i 16 famílies monoparentals amb fills.
La població ha evolucionat segons el següent gràfic:
Habitants censats

### Habitatges
El 2007 hi havia 435 habitatges, 421 eren l'habitatge principal de la família, 3 eren segones residències i 11 estaven desocupats. 428 eren cases i 6 eren apartaments. Dels 421 habitatges principals, 358 estaven ocupats pels seus propietaris, 56 estaven llogats i ocupats pels llogaters i 7 estaven cedits a títol gratuït; 7 tenien dues cambres, 47 en tenien tres, 114 en tenien quatre i 253 en tenien cinc o més. 357 habitatges disposaven pel capbaix d'una plaça de pàrquing. A 126 habitatges hi havia un automòbil i a 277 n'hi havia dos o més.

### Piràmide de població
La piràmide de població per edats i sexe el 2009 era:
| Homes | Edats   | Dones |
| ----- | ------- | ----- |
| 0     | 95 o +  | 0     |
| 0     | 90 a 94 | 0     |
| 4     | 85 a 89 | 4     |
| 4     | 80 a 84 | 8     |
| 16    | 75 a 79 | 12    |
| 4     | 70 a 74 | 8     |
| 24    | 65 a 69 | 32    |
| 48    | 60 a 64 | 48    |
| 32    | 55 a 59 | 36    |
| 60    | 50 a 54 | 44    |
| 40    | 45 a 49 | 40    |
| 48    | 40 a 44 | 52    |
| 44    | 35 a 39 | 36    |
| 24    | 30 a 34 | 20    |
| 16    | 25 a 29 | 12    |
| 16    | 20 a 24 | 8     |
| 52    | 15 a 19 | 32    |
| 12    | 10 a 14 | 28    |
| 32    | 5 a 9   | 20    |
| 16    | 0 a 4   | 24    |

## Economia
El 2007 la població en edat de treballar era de 660 persones, 509 eren actives i 151 eren inactives. De les 509 persones actives 477 estaven ocupades (245 homes i 232 dones) i 32 estaven aturades (16 homes i 16 dones). De les 151 persones inactives 71 estaven jubilades, 49 estaven estudiant i 31 estaven classificades com a «altres inactius».

### Ingressos
El 2009 a Bressolles hi havia 425 unitats fiscals que integraven 1.080 persones, la mediana anual d'ingressos fiscals per persona era de 20.848,5 €.

### Activitats econòmiques
Dels 25 establiments que hi havia el 2007, 1 era d'una empresa alimentària, 1 d'una empresa de fabricació de material elèctric, 10 d'empreses de construcció, 6 d'empreses de comerç i reparació d'automòbils, 1 d'una empresa de transport, 3 d'empreses de serveis, 2 d'entitats de l'administració pública i 1 d'una empresa classificada com a «altres activitats de serveis».
Dels 11 establiments de servei als particulars que hi havia el 2009, 1 era un paleta, 3 fusteries, 2 lampisteries, 3 electricistes i 2 veterinaris.
L'únic establiment comercial que hi havia el 2009 era una botiga de menys de 120 m².
L'any 2000 a Bressolles hi havia 17 explotacions agrícoles que ocupaven un total de 1.332 hectàrees.

## Equipaments sanitaris i escolars
El 2009 hi havia una escola elemental.

## Poblacions més properes
El següent diagrama mostra les poblacions més properes.